# グロブスター

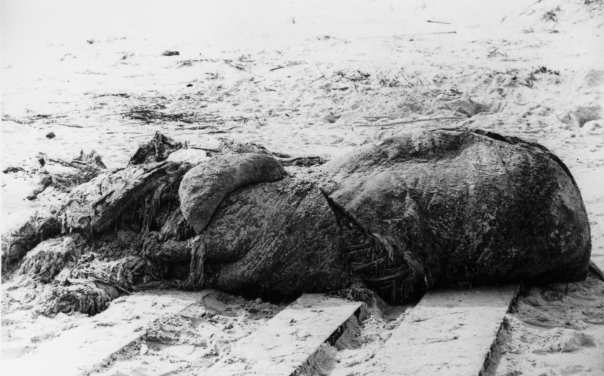
1896年、フロリダ州セントオーガスティンの砂浜に漂着した通称「St. Augustine Monster」。クジラの脂肪と推測されている。

グロブスター（Globster）は海岸に漂着する正体不明の死骸や肉塊を指す語である。ブロブ（blob = 不定形の物）とも呼ばれる。

## 概要
1962年にアメリカの動物学者アイヴァン・サンダーソン（Ivan T. Sanderson）が提唱した、「何らかの生物の死骸や体組織の一部と推定されるが、正体を確定できない漂着物」を指す語である。大型魚類や海棲哺乳類らしき死骸、肉が残った骨格の一部、巨大な組織片など、様々な様態のものが発見されている。
グロブスターは世界中の海岸で発見されており、日本での発見例も、21世紀以降だけでも複数ある。
特徴的な組織が残存しているなどで正体が判明するものもあるが、判明したものはグロブスターではなくなる。これまでに判明したグロブスターの正体には、サメ、クジラ、大型のイカ、深海魚などがある。
提唱者のサンダーソンは未確認動物や超自然現象の研究に傾倒し、その一環としてこの語を提唱した。なお、サンダーソンは「オーパーツ」「ファフロツキーズ」という用語の提唱者でもある。
グロブスターはグロテスク・ブロブ・モンスターの略である。
大地震の予兆とする説もある。海底でプレートが動くと高周波が発生し、クジラなどの方向感覚が狂うとされ、方向感覚を失った何らかの生物が漂着した可能性が指摘されている。

## 主なグロブスター
- St. Augustine Monster（1896年）
- Tasmanian Globster（1960年）
- New Zealand Globster（1968年）
- Bermuda Blob（1988年）
- Hebrides Blob（1990年）
- Four Mile Globster（1997年）
- Newfoundland Blob（2001年）
- Chilean Blob（2003年）